# Dasyurus

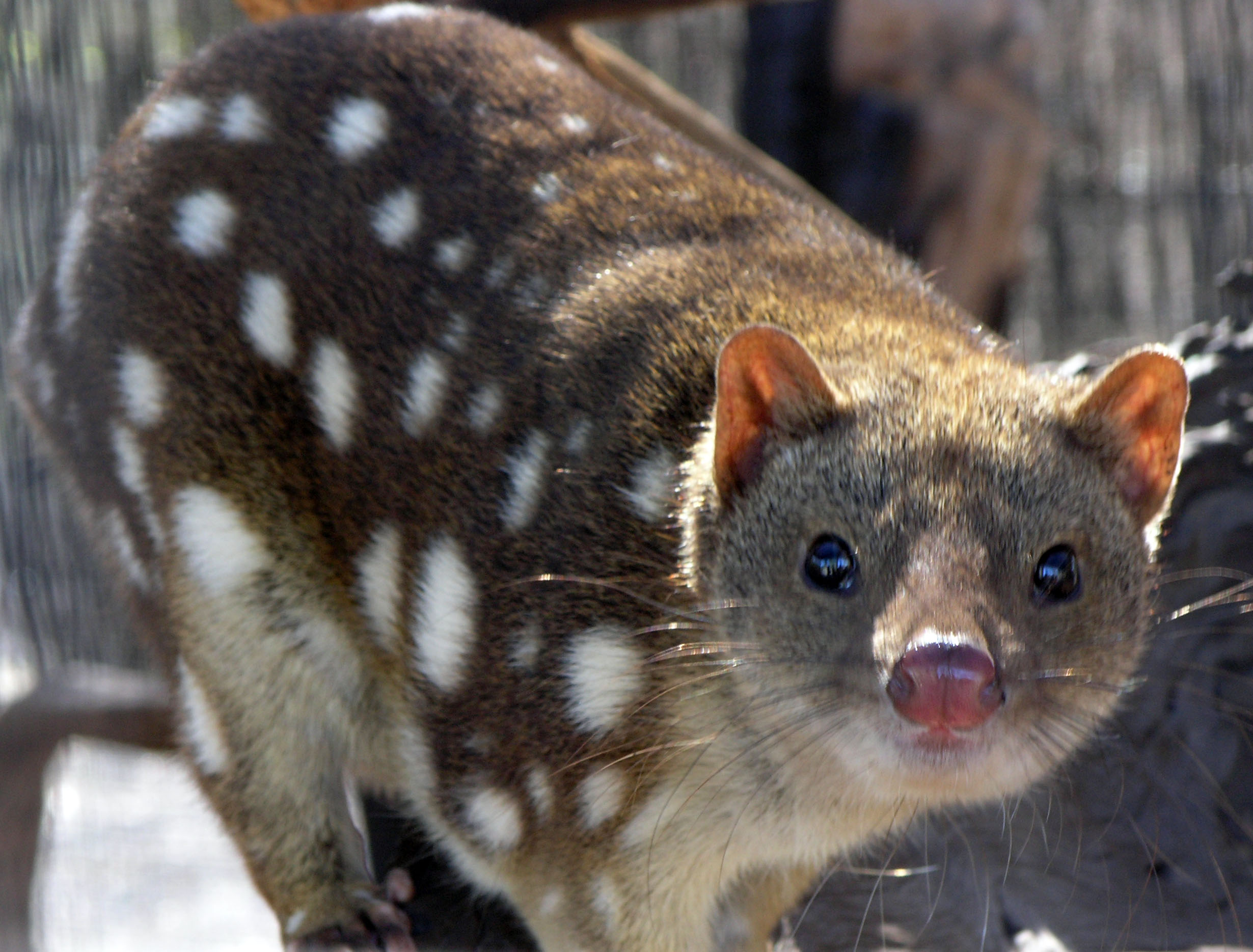
Az óriás erszényesnyest (Dasyurus maculatus) a legnagyobb testű faj a nemből

Az erszényesnyestek (Dasyurus) az emlősök (Mammalia) osztályába, azon belül az erszényesek (Marsupialia) közé tartozó erszényesnyestfélék (Dasyuridae) családjának erszényesnyestformák (Dasyurinae) alcsaládjába tartozó nem.
Az erszényes ördög után a második legnagyobb testű faj az erszényesnyestfélék családjában.

## Megjelenésük
Szőrzetük szürkés vagy barna színű, mindegyik fajnál jellemző a testen látható fehér színű pettyezettség. Testhosszuk (farok nélkül) 25-35 centimétertől (kis termetű fajok) egészen az óriás erszényesnyest 75 centiméteres testhosszáig terjedhet. Ez a legnagyobb faj súlya 2-7 kilogramm körül mozog.

## Elterjedésük
Az erszényesnyestek megtalálhatóak Ausztrália majdnem teljes területén, ezen kívül előfordulnak fajaik Tasmánia és Új-Guinea szigetén is.

## Életmódjuk
Mint az erszényes ragadozók többsége az erszényesnyestek is éjszakai életmódú állatok. Nappal faodvakban, vagy maguk ásta lyukakban alszanak. Elsősorban talajlakó fajok, de jól tudnak fára mászni is. A nembe sorolt fajok különböző élőhelyeken fordulhatnak elő, erdőkben, sziklás területeken, de Ausztrália középső részén levő füves sztyepp vidékeken is.
Elsősorban ragadozó életmódú fajok. Testméretüknek megfelelően rovarokat, békákat, gyíkokat, kisebb erszényeseket fogyasztanak, de elfogják az Ausztráliában meghonosodott üregi nyulakat is, és a nagyobb testű fajok akár kisebb kengurukat is legyűrhetnek és sok faj megeszi a dögöt is. Néha előfordul, hogy növényi eredetű táplálékot, elsősorban gyümölcsöket is elfogyasztanak.

## Természetvédelmi helyzetük
Természetes elterjedésük az utóbbi időkben jelentősen lecsökkent az emberi zavarás, a vadászat és a meghonosított emlős ragadozók (elvadult kutyák, macskák és rókák) miatt. Mivel a farmokon előszeretettel fosztogatják a tyúkólakat is, sok helyütt intenzíven irtották őket.
A 6 ismert fajból 4 a Természetvédelmi Világszövetség Vörös Listáján a „sérülékeny” kategóriában szerepel.

## Rendszerezésük
A nembe az alábbi 6 faj tartozik:

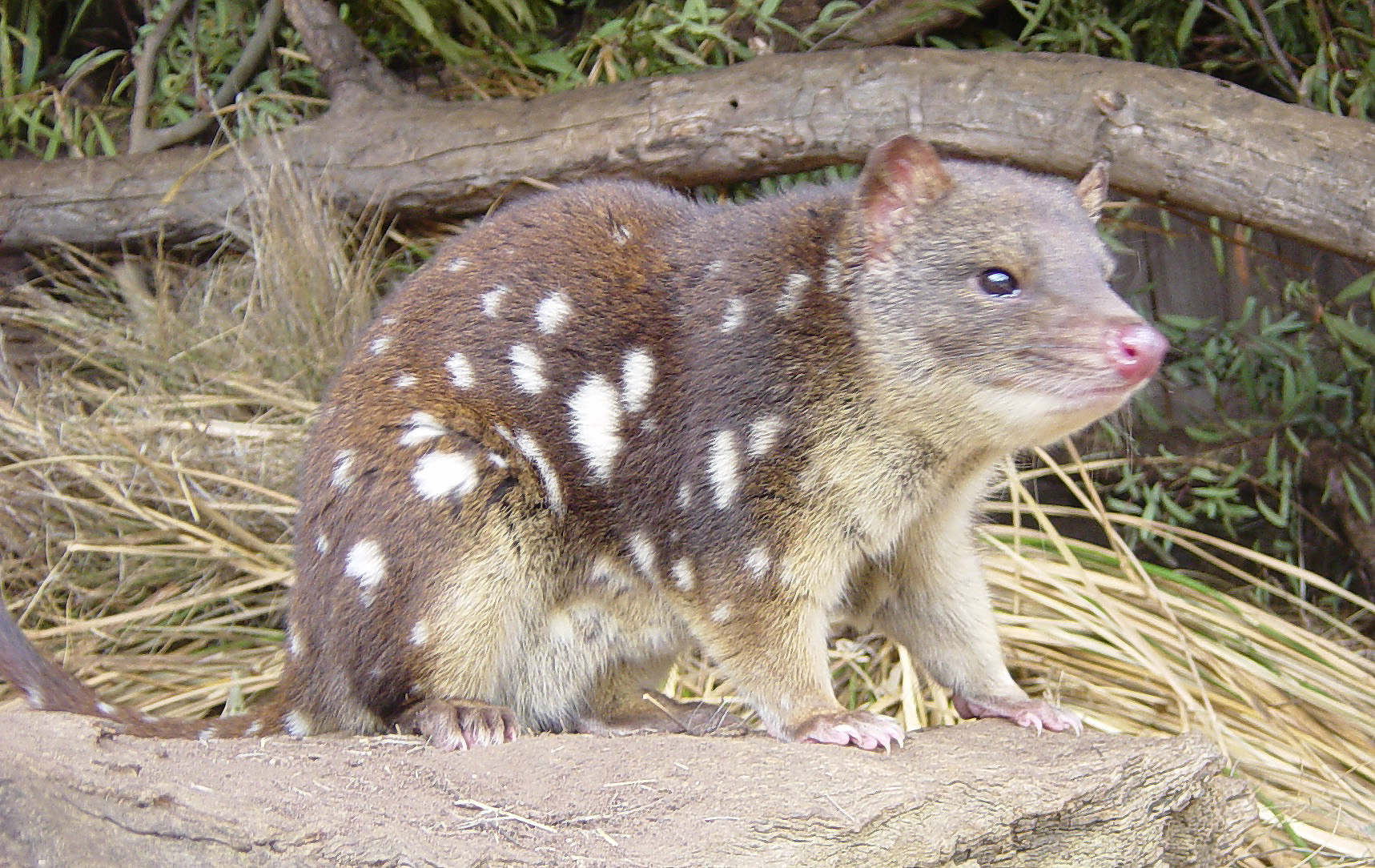
óriás erszényesnyest (Dasyurus maculatus)

- Törpe erszényesnyest (Dasyurus hallucatus) - 24-35 centiméteres testhosszával a legkisebb faj. Ausztrália északi részének (Nyugat-Ausztrália északi részétől Queensland keleti területéig és a York-félsziget) hegyvidéki erdeiben él. Bár néhány helyen már megritkult, összességében még nem veszélyeztetett faj
- Foltos erszényesnyest (Dasyurus viverrinus) - közepes testméretű faj. Mára kizárólag Tasmánia szigetén él, a kontinens déli területein 1966 óta nem láttak élő állatot.
- Geoffroy-erszényesnyest vagy feketefarkú erszényesnyest (Dasyurus geoffroyi) - 29-65 centiméteres testhosszával a nagyobb testű fajok közé tartozik. Korábban Ausztrália szerte széles körben elterjedt faj volt. Mára egy kis létszámú maradék állománya maradt több széttöredezett populációban Nyugat-Ausztrália délnyugati részén. Emiatt a Természetvédelmi Világszövetség Vörös Listáján a „veszélyeztetett” kategóriában szerepel.
- Bronzszínű erszényesnyest (Dasyurus spartacus) - Pápua Új-Guinea állam délnyugati részén, egy kis szavannás jellegű vidéken él. Jellegzetes színezetű, bronzos árnyalatú bundája van. A faj az utolsóként leírt tagja a nemnek, csak 1972 és 1973 között gyűjtötték be az első példányok bőrét és csak 1987-re derült ki hogy teljesen újak a tudomány számára.
- Új-guineai erszényesnyest ˙(Dasyurus albopunctatus) - 26-35 centiméteres testhosszával a második legkisebb faj. Új-Guinea szigetén nagy területen elterjedt faj, de sehol sem gyakori.
- Óriás erszényesnyest (Dasyurus maculatus) - 40-75 centiméteres testhosszával és 2-7 kilogrammos súlyával a legnagyobb testű faj a nemből és az erszényes ördög után a második legtestesebb faj az erszényesnyestfélék családjában. A nemből egyedüli fajként, a farka is foltos. Ausztrália keleti és délkeleti részén és Tasmánia szigetén él. Élőhelyeinek megváltoztatása és a vadászat miatt veszélyeztetett fajként tartják nyilván.

## Fordítás
- Ez a szócikk részben vagy egészben  a   Beutelmarder című német Wikipédia-szócikk ezen változatának fordításán alapul.  Az eredeti cikk szerkesztőit annak laptörténete sorolja fel. Ez a jelzés csupán a megfogalmazás eredetét és a szerzői jogokat jelzi, nem szolgál a cikkben szereplő információk forrásmegjelöléseként.